# 秋月城 (阿波国)
秋月城（あきづきじょう）は、室町時代の阿波国阿波郡秋月庄、現在の徳島県阿波市土成町秋月にあった日本の城。阿波市指定史跡。

## 概要
建武の新政により小笠原氏（後の三好氏）に代って阿波国守護となって入国した細川和氏・頼春兄弟が、当地の土豪の阿波秋月氏（粟国造の末裔とされる）の受け入りにより築いた守護居館をもとに建武3年（1336年）に築城された。管領となった頼之の弟で阿波細川家の祖となった詮春の代の南朝:正平18年/北朝:貞治2年（1363年）に守護の居城は勝瑞城に移り、その後は秋月氏が居城した。天正7年（1579年）、長宗我部元親によって攻められ落城、廃城となった。